# Hami Raketensilofeld
Das Hami Raketensilofeld ist ein Nuklearsilofeld, welches seit März 2021 in der chinesischen Region Xinjiang (in der Nähe von Hami) gebaut wird. Es wird vermutet, dass nach Bauende das ganze Feld 110 Silos auf etwa 800 km² haben könnte, mit denen chinesische Interkontinentalraketen gestartet werden können. Jedes Silo ist in einer Netzstruktur eingebettet. Sie haben untereinander etwa 3 Kilometer Abstand zueinander. Es ist jedoch nicht klar, ob alle Silos tatsächlich mit Raketen bestückt werden. Als Grund, dass man neue Raketensilos baut, wird die Tatsache genannt, dass die bisherigen Silos mit Cruise-Missiles angegriffen werden könnten. Die Raketensilos von Hami sind etwa 280 km vom Yumen Raketensilofeld entfernt, welches gleichzeitig gebaut wird, aber dessen Baufortschritt schon weiter ist.